# Ja-Ela
Ja-Ela – miasto w Sri Lance. Położone jest ono w pobliżu Kolombo, stolicy kraju.